# З тих пір, як ми разом
З тих пір, як ми разом (рос. С тех пор, как мы вместе) — радянський художній фільм 1982 року, знятий на кіностудії «Ленфільм».

## Сюжет
Герої фільму — студенти будівельного інституту. Любов між Надією і Валерієм почалася раптово. І ось вони вже, знявши кімнату, живуть разом на заздрість всього курсу. Але молоді люди дуже різні. Надя — максималістка. Валерій легко дивиться на життя, часом не бажає рахуватися з принципами або слабкостями іншого. Все це заважає їхньому спільному життю. Любов стала серйозним випробуванням і моральним уроком для обох.

## У ролях
- Світлана Смирнова — Надя Чистякова
- Андріс Лієлайс — Валера Поспєхін
- Антоніна Шуранова — Антоніна Петрівна Чистякова, мама Наді та Анатолія
- Юрій Платонов — Георгій Васильович, друг мами
- Олексій Оленніков — Олег Льовочкін, однокурсник
- Сергій Кудрявцев — Чугунов, однокурсник
- Алла Мотоєва — Анара, однокурсниця
- Наталія Данилова — Віка Зайцева, однокурсниця
- Рамаз Іоселіані — Рамаз, однокурсник
- Мамука Кікалейшвілі — Мамука, двоюрідний брат Рамаза
- Олександр Бакгоф — Єфімов
- Наталія Акімова — Валя, подруга Наді
- Віктор Харитонов — Володимир Іванович Часовников, викладач вищої математики
- Сергій Паршин — Анатолій, брат Наді
- Наталія Антонова — епізод
- Ігор Добряков — водій
- Максим Пашков — епізод
- Тетяна Тарасова — епізод
- Олександр Чабан — епізод
- Дмитро Шулькін — епізод
- Олена Анісімова — епізод
- Юрій Малишев — епізод
- Юрій Томошевський — епізод
- Марина Чернишова — епізод
- Марина Юрасова — співробітниця інституту
- Юрій Мальцев — епізод
- Шерхан Абілов — студент
- Ніна Антонова — епізод

## Знімальна група
- Режисер — Володимир Григор'єв
- Сценарист — Святослав Тараховський
- Оператор — Сергій Юриздицький
- Композитор — Діна Сморгонська
- Художник — Георгій Кропачов